# Malakhov Kurgan
Malakhov Kurgan (russisk: Малахов курган) er en sovjetisk film fra 1944 af Iosif Chejfits og Aleksandr Sarkhi.

## Medvirkende
- Nikolaj Krjutjkov som Boris Likhatjov
- Boris Andrejev som Zjukovskij
- Akaki Khorava
- Maria Pastukhova som Mariya Perventsova
- Fjodor Isjjenko